# Бабришкес
Бабришкес (лит. Babriškės; прежде в составе Российской империи — Барбаришки) — деревня в Варенском районе Алитусского уезда Литвы.
Расположена в 65 км к юго-западу от Вильнюса.
На 2011 год население составляло 16 человек.

## История
25 июня 1812 года близ деревни произошло первое боестолкновение российских войск и великой армии в ходе Отечественной войны 1812 года: французский разведотряд взял в плен пятерых солдат и офицеров Муромского пехотного полка, которые возвращались с продовольствием из фольварка Панушишки.